# Cayo Guillermo
Cayo Guillermo är en ö i Kuba.   Den ligger i provinsen Provincia de Ciego de Ávila, i den centrala delen av landet, 400 km öster om huvudstaden Havanna. Arean är 16,4 kvadratkilometer.
Terrängen på Cayo Guillermo är mycket platt. Öns högsta punkt är 14 meter över havet. Den sträcker sig 5,3 kilometer i nord-sydlig riktning, och 7,0 kilometer i öst-västlig riktning.